# ピエシュチャニ
ピエシュチャニ （スロバキア語：Piešťany [ˈpɪeʂcani]  発音、ハンガリー語：Pöstyén、ドイツ語：Pistyan）は、スロバキア南部トルナヴァ県の町。首都ブラチスラヴァから75キロほど離れている。スロバキアの温泉街で最も大きく、最もよく知られていた鉱泉の町で、およそ30,000人の人口がある。

## 歴史
最初にピエシュチャニに関する記述がされたのは1113年のものとされる文献で、当時の地名はPescanであった。

## 地理
ピエシュチャニは標高162メートル地点にあり、面積は44.2平方キロメートルである。

## 統計
2001年調査によると、ピエシュチャニの人口は30,306人である。96.30%はスロバキア人、1.69%はチェコ人、0.27%はハンガリー人である。信仰は72.65%はカトリック教会、16.71%は無信仰、5.96%がルーテル教会に属する。

## 姉妹都市
- ブダペスト IX（ハンガリー）
- エイラート（イスラエル）
- ハイドゥーナーナーシュ（英語版）（ハンガリー）
- ヘイノラ（フィンランド）
- ルハチョヴィツェ（チェコ）
- モンテヴァーゴ（イタリア）
- ポジェブラジ（チェコ）
- ウストロン（英語版）（ポーランド）
- ヴァラチュジンスケ・トプリツェ （クロアチア）